# La noche de 12 años
La noche de 12 años es una película histórica-dramática de 2018 dirigida por Álvaro Brechner y basada en el libro Memorias del calabozo de Mauricio Rosencof y Eleuterio Fernández Huidobro. Es protagonizada por Antonio de la Torre, Chino Darín, Alfonso Tort, César Troncoso, César Bordón, Mirella Pascual, Nidia Telles, Silvia Pérez Cruz y Soledad Villamil, se trata de una coproducción realizada entre Uruguay, España, Argentina y Francia. La película fue seleccionada en el 75.º Festival Internacional de Cine de Venecia y en el Festival de Cine de San Sebastián y premiada por el público en el Festival Internacional de Films de Friburgo de Suiza.

## Sinopsis
La película narra los años de encierro y aislamiento que sufrieron tres figuras uruguayas durante la última dictadura cívico-militar en ese país (1973-1985): José "Pepe" Mujica,
Mauricio Rosencof y Eleuterio Fernández Huidobro.

## Reparto
| Intérprete          | Personaje                    |
| ------------------- | ---------------------------- |
| Antonio de la Torre | José Mujica                  |
| Chino Darín         | Mauricio Rosencof            |
| Alfonso Tort        | Eleuterio Fernández Huidobro |
| César Troncoso      | Sargento                     |
| César Bordón        | Sargento Alzamora            |
| Mirella Pascual     | Lucy Cordano                 |
| Nidia Telles        | Rosa                         |
| Silvia Pérez Cruz   | Graciela Jorge               |
| Soledad Villamil    | Psiquiatra                   |
| Eduardo Recabarren  | Isaac                        |
| Sofia Gravina       | Gabrielita                   |
| Bianca Gravina      | Gabrielita                   |
| Ana Baltar Peretz   | Alejandra                    |
| Ilay Kurelovic      | Iriondo                      |
| Lisandro Fiks       | Cabo Sapito                  |
| Kornel Doman        | Keller                       |
| Gustavo Saffores    | Suboficial Manrique          |
| Juan José Caiella   | Soldato Barriola             |
| Luciano Ciaglia     | Soldado Gómez                |
| Luis Cao            | Alférez Flores               |
| Luis Mottola        | Alférez Balcón               |
| Gonzalo Carotta     | Comandante Discurso          |
| Rogelio Gracia      | Campora                      |
| Soledad Gilmet      | Yvette Martinera             |
| Álvaro Armand Ugón  | Luis Martinera               |
| Juan Gamero         | Juez                         |
| Agustín Perez       | Soldado Baño Casa            |
| Dahiana Mendez      | María                        |
| Sebastián Serantes  | Sanzo                        |
| Rafael Soliwoda     | Hermida                      |
| John De Luca        | Soldado Martinez             |
| Pablo Latrónico     | Cabo Lima                    |
| Rodrigo Villagrán   | Soldado Almeida              |
| Cristian Paredes    | Cabo calabozo                |
| Eduardo Chelentano  | Sargento                     |
| Quique Fernández    | Capitán 1                    |
| Ismael Moreno       | Comandante 1                 |
| Enzo Vogrincic      | Policía                      |
| Pablo Tate          | Teniente Márquez             |
| Florencia Luzon     | Alejandra (15 años)          |
| Josefina Maura      | Gabrielita (12 años)         |
| Alan Soding         | Soldado                      |
| Javier Aballay      | Soldado                      |
| Jonatan Peña        | Soldado                      |
| Gabriel Kaplan      | Doctor                       |
| René León           | Soldado                      |
| David Landatxe      | Militar                      |

## Premios y nominaciones
| Fecha | Premio                                                                                         | Categoría                                 | Candidato                          | Resultado |
| ----- | ---------------------------------------------------------------------------------------------- | ----------------------------------------- | ---------------------------------- | --------- |
| 2018  | Festival de Cine Latinoamericano de Biarritz                                                   | Premio del público                        | Álvaro Brechner                    | Ganador   |
| 2018  | Asociación de Críticos de Cine del Uruguay                                                     | Mejor película                            | La noche de 12 años                | Ganadora  |
| 2018  | Asociación de Críticos de Cine del Uruguay                                                     | Mejor director                            | Álvaro Brechner                    | Ganador   |
| 2018  | Asociación de Críticos de Cine del Uruguay                                                     | Mejor actor                               | Alfonso Tort                       | Ganador   |
| 2018  | Asociación de Críticos de Cine del Uruguay                                                     | Mejor actriz                              | Mirella Pascual                    | Ganadora  |
| 2018  | Asociación de Críticos de Cine del Uruguay                                                     | Mejor sonido                              | Nacho Royo y Eduardo Esquide       | Ganadores |
| 2018  | Festival de Cine de Amiens                                                                     | Premio del público                        | Álvaro Brechner                    | Ganador   |
| 2018  | Festival Internacional de Cine de El Cairo                                                     | Mejor película                            | La noche de 12 años                | Ganadora  |
| 2018  | Festival Internacional de Cine de El Cairo                                                     | Mejor película Fipresci                   | La noche de 12 años                | Ganadora  |
| 2018  | Festival Internacional de Cine de Salónica                                                     | Premio del público                        | Álvaro Brechner                    | Ganador   |
| 2018  | Festival de Cine Iberoamericano de Huelva                                                      | Mejor director                            | Álvaro Brechner                    | Ganador   |
| 2018  | Festival de Cine Iberoamericano de Huelva                                                      | Mejor actor                               | Alfonso Tort                       | Ganador   |
| 2018  | Festival de Cine Iberoamericano de Huelva                                                      | Mejor contribución técnico-artística      | Álvaro Brechner                    | Ganador   |
| 2018  | Festival de Cine Iberoamericano de Huelva                                                      | Premio del público                        | Álvaro Brechner                    | Ganador   |
| 2018  | Festival de Cine Iberoamericano de Huelva                                                      | Premio de la prensa                       | Álvaro Brechner                    | Ganador   |
| 2018  | Festival Internacional del Nuevo Cine Latinoamericano de La Habana                             | Premio Glauber Rocha                      | Álvaro Brechner                    | Ganador   |
| 2018  | Festival Internacional del Nuevo Cine Latinoamericano de La Habana                             | Premio Radio Habana                       | Álvaro Brechner                    | Ganador   |
| 2018  | Festival Internacional del Nuevo Cine Latinoamericano de La Habana                             | Casa de las Américas                      | Álvaro Brechner                    | Ganador   |
| 2018  | Festival Internacional del Nuevo Cine Latinoamericano de La Habana                             | Mejor sonido                              | Nacho Royo y Eduardo Esquide       | Ganadores |
| 2018  | Festival Internacional del Nuevo Cine Latinoamericano de La Habana                             | Mejor montaje                             | Irene Blecua y Nacho Ruiz Capillas | Ganadores |
| 2018  | Medallas del Círculo de Escritores Cinematográficos del Círculo de Escritores Cinematográficos | Mejor guion adaptado                      | Álvaro Brechner                    | Ganador   |
| 2018  | Medallas del Círculo de Escritores Cinematográficos del Círculo de Escritores Cinematográficos | Mejor actor secundario                    | Antonio de la Torre                | Nominado  |
| 2018  | Premios Goya de la Academia de las Artes y las Ciencias Cinematográficas de España             | Mejor guion adaptado                      | Álvaro Brechner                    | Ganador   |
| 2018  | Premios Goya de la Academia de las Artes y las Ciencias Cinematográficas de España             | Mejor interpretación masculina de reparto | Antonio de la Torre                | Nominado  |
| 2018  | Premios Goya de la Academia de las Artes y las Ciencias Cinematográficas de España             | Mejor película iberoamericana             | La noche de 12 años                | Nominada  |
| 2019  | Premios Platino de la EGEDA y la FIPCA                                                         | Mejor película iberoamericana de ficción  | La noche de 12 años                | Nominada  |
| 2019  | Premios Platino de la EGEDA y la FIPCA                                                         | Mejor dirección                           | Álvaro Brechner                    | Nominado  |
| 2019  | Premios Platino de la EGEDA y la FIPCA                                                         | Mejor guion                               | Álvaro Brechner                    | Nominado  |
| 2019  | Premios Platino de la EGEDA y la FIPCA                                                         | Mejor música original                     | Federico Jusid                     | Nominado  |
| 2019  | Premios Platino de la EGEDA y la FIPCA                                                         | Mejor dirección de fotografía             | Carlos Catalán                     | Nominado  |
| 2019  | Premios Platino de la EGEDA y la FIPCA                                                         | Cine y Educación en Valores               | La noche de 12 años                | Nominada  |
| 2019  | Premios del Cine Europeo de la Academia de Cine Europeo                                        | Mejor sonido                              | Nacho Royo y Eduardo Esquide       | Ganadores |
| 2019  | Premios Cóndor de Plata de la Asociación de Cronistas Cinematográficos de la Argentina         | Mejor película iberoamericana             | La noche de 12 años                | Ganadora  |
| 2019  | Premio Ariel de la Academia Mexicana de Artes y Ciencias Cinematográficas                      | Mejor película iberoamericana             | La noche de 12 años                | Nominada  |
| 2019  | Premio Sur de la Academia de las Artes y Ciencias Cinematográficas de la Argentina             | Mejor película                            | La noche de 12 años                | Nominada  |
| 2019  | Premio Sur de la Academia de las Artes y Ciencias Cinematográficas de la Argentina             | Mejor director                            | Álvaro Brechner                    | Nominado  |
| 2019  | Premio Sur de la Academia de las Artes y Ciencias Cinematográficas de la Argentina             | Mejor guion adaptado                      | Álvaro Brechner                    | Ganador   |
| 2019  | Premio Sur de la Academia de las Artes y Ciencias Cinematográficas de la Argentina             | Mejor dirección de arte                   | Laura Musso                        | Nominada  |
| 2019  | Premio Sur de la Academia de las Artes y Ciencias Cinematográficas de la Argentina             | Mejor maquillaje y caracerización         | Almudena Fonseca                   | Nominada  |
| 2019  | Gran Premio del Cine Brasileño de la Academia Brasileña de Cine                                | Mejor película iberoamericana             | La noche de 12 años                | Ganadora  |
| 2019  | Gran Premio del Cine Brasileño de la Academia Brasileña de Cine                                | Premio del público                        | Álvaro Brechner                    | Ganador   |
| 2019  | Fribourg International Film Festival                                                           | Premio del jurado                         | Álvaro Brechner                    | Ganador   |
| 2019  | Fribourg International Film Festival                                                           | Premio del público                        | Álvaro Brechner                    | Ganador   |
| 2019  | Fribourg International Film Festival                                                           | Premio ecuménico                          | Álvaro Brechner                    | Ganador   |